# Kawall-Amazone
Die Kawall-Amazone (Amazona kawalli) ist eine Papageienart aus der Unterfamilie der Neuweltpapageien. Die Grundfärbung des Gefieders dieser 36 Zentimeter groß werdenden Amazonenart ist grün, die Federn am Scheitel, am Hinterkopf und an den Nackenseiten sind dabei schwarz gesäumt. Insgesamt ähnelt die Kawall-Amazone sehr der Mülleramazone und galt lange als deren Unterart. Erst seit 1989 wird die Kawall-Amazone als eigenständige Art anerkannt, weil sie sich durch einige Merkmale deutlich von der Mülleramazone unterscheidet. Dazu zählt beispielsweise eine helle Hautfalte an das Basis des Unterschnabels. Kawall-Amazonen sind außerdem kleiner als Mülleramazonen.
Das Verbreitungsgebiet der Kawall-Amazonen ist das mittlere Amazonasbecken. Sie leben hier überwiegend in Urwaldgebieten in der Nähe von Flüssen sowie feuchten Niederungen. Über die Lebensweise der Kawall-Amazonen ist so gut wie nichts bekannt. 